# Chebska intarsja reliefowa

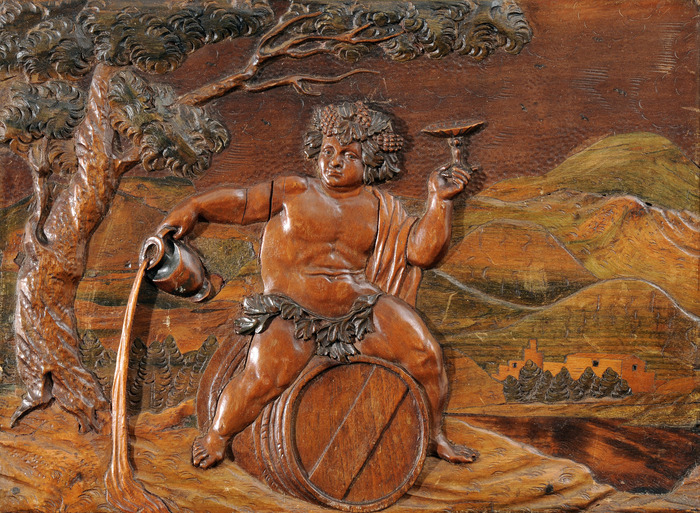
Przykład chebskiej intarsji

Chebska intarsja reliefowa (czes. Chebská reliéfní intarzie) – odmiana barokowej intarsji, charakterystyczna dla rzemieślników z czeskiego miasta Cheb.
Specyfiką wytwarzanej przede wszystkim w XVII i XVIII wieku intarsji chebskiej było wzbogacenie techniki o trzeci wymiar. Intarsje chebskie nie były więc płaskie, ale miały charakter płaskorzeźbiony. Wieloodcieniowe wyroby wytwarzane w ten sposób trafiały do zamożnych odbiorców w całej Europie. Tradycja wytwarzania intarsji przetrwała w Chebie do dzisiaj.